# Alonso de la Vega
Alonso de la Vega   (Madrid, c. 22 de febrer de 1615 - Madrid, 10 d'abril de 1661), conegut amb el nom religiós Alonso del Espíritu Santo, va ser un religiós trinitari descalç castellà.
Va néixer a Madrid el 1615, essent el bateig el 22 de febrer a la parròquia de Sant Genís. Va ser fill d'Alonso de la Vega i d'Isabel de la Vega y Torres. Des de la infància va tenir inclinacions virtuoses i va formar-se en llatí i retòrica. El seu pare pretenia enviar-lo a estudiar a la Universitat de Salamanca. En aquell moment, Vega va sentir la vocació religiosa i va entrar a l'orde dels trinitaris descalços. Va fer el noviciat a Torrejón de Ardoz, on va professar l'1 de juny de 1631. Va cursar les càtedres d'Arts i Teologia i després va dedicar-se per complet a la predicació, vist com un reformador dels costums i dissipador de vicis. Va governar diversos convents, provincial i definidor general de l'orde. També va comptar amb el favor del duc de Béjar, que el va portar a les seves senyories a predicar. Va morir al convent de Madrid el 10 d'abril de 1661.